# Tour Cacciarella
La Tour Cacciarella (en italien : Torre della Cacciarella), est une tour côtière située proche de Porto Santo Stefano une frazione de la commune de Monte Argentario (province de Grosseto), en Toscane,. Son emplacement se trouve sur la côte ouest du promontoire de l'Argentario.

## Historique
La tour a été construite peu après le milieu du XVIe siècle par les Espagnols, alors que tout le territoire appartenait désormais à l'État des Présides. Peu de temps après sa construction, la structure défensive côtière subit une tentative d'assaut menée par le pirate Aydin Rais, qui fut cependant contenu par les garnisons qui y servaient.
La structure a conservé ses éléments architecturaux d'origine pratiquement intacts jusqu'au XIXe siècle, période au cours de laquelle quelques travaux de rénovation ont été réalisés, qui ont culminé en 1825 avec la construction d'une chapelle attenante et d'une autre structure avec des fonctions de guet. Le complexe défensif fut abandonné à la fin du même siècle à la suite de son déclassement.